# 丁火朽山
丁火朽山，又名中幅子山、提燈山，:138是台灣新北市萬里區中幅里的一座山峰，標高472公尺。該山東南側為瑪鋉溪，西側為員潭溪右支流，北側為流經基金公路第四十八號橋的無名溪流。
丁火朽山是一座獨立火山，其組成岩石主要為兩輝角閃安山岩。:138該山為大屯火山群之下丁火朽山亞群的唯一火山。